# Sisenand
Sisenand (Sisenando en espagnol, Sisenandus en latin) est un roi wisigoth d'Hispanie et de Septimanie de 631 à 636.

## Biographie
Duc de Septimanie (la Gaule wisigothique ou Gothie), Sisenand décide de renverser le roi Swinthila, devenu un tyran qui veut en plus imposer sa dynastie en associant au pouvoir son fils Ricimer, un enfant. Il décide de faire appel aux Francs du roi Dagobert, à qui il promet quantité d'or (200 000 sous d'or). Le roi franc lui envoie des troupes qui rejoignent les partisans de Sisenand. Le roi Swinthila est rapidement abandonné par ses troupes dont une partie rejoint celle de Sisenand qui est proclamé roi à Saragosse (printemps 631). De cette ville, Sisenand marche sur Tolède, la capitale wisigothe, et s'empare de Swinthila qui sera emprisonné et jugé pour ses crimes. Cependant, il doit faire face à la révolte du noble Iudila dans le sud du royaume, qui conteste son élection. La révolte est maîtrisée en 633, année du IVe concile de Tolède (décembre 633) : c'est le début de la monarchie élective hispano-wisigothique, un tournant pour les Wisigoths et pour le royaume d'Espagne : à partir de cette date, les évêques seront associés aux nobles pour l'élection des rois et ces derniers seront contrôlés par l'Église, qui voit son pouvoir et son influence se renforcer.
Concernant les Juifs de son royaume, Sisenand jugea qu'il ne fallait pas les forcer au baptême mais il approuva la mesure draconienne du IVe concile de Tolède (633) qui ordonnait de ramener au christianisme les Juifs baptisés sous le roi Sisebut (612–621) et retournés au judaïsme sous le roi Swinthila.
Il meurt de mort naturelle à Tolède en mars 636.
Selon la chronique des rois wisigoths (Chronica regum Wisigotthorum), le règne de Sisenandus dura 4 ans, 11 mois et 16 jours.

## Citations de Frédégaire
«  Je rapporterai ce qui arriva cette année aux Espagnols et à leurs rois. Sisebut, roi très clément, étant mort, Swinthila lui avait succédé l'année suivante. Comme Swintila était très sévère, et haï de tous les grands de son royaume, Sisenand, l'un d'eux, et de l'avis des autres, alla trouver Dagobert pour en obtenir une armée, afin de détrôner Swinthila. En récompense de ce bienfait, il promit de donner à Dagobert un superbe missorium en or, des trésors des Goths, qui avait été donné au roi Thorismond par le patrice Aetius, et qui pesait cinq cents livres d'or. À cette proposition, Dagobert, qui était avide, fit lever une armée dans tout le royaume de Bourgogne, pour marcher à l'appui de Sisenand. Dès qu'on sut en Espagne l'approche des Francs au secours de Sisenand, toute l'armée des Goths se soumit à lui. Abundance et Vénérande, partis de Toulouse avec leurs troupes, ne s'avancèrent avec Sisenand que jusqu'à Saragosse, où tous les Goths du royaume d'Espagne proclamèrent Sisenand roi. Abundance et Vénérande, comblés de dons, s'en retournèrent à Toulouse avec leur armée. Dagobert envoya en ambassade à Sisenand le duc Amalgaire et Vénérande pour qu'il leur remît le missoire qu'il lui avait promis. Le missorium ayant été remis aux députés par le roi Sisenand, les Goths s'en emparèrent de force, et ne voulurent pas le rendre. Ensuite Dagobert reçut des députés de Sisenand deux cent mille sous d'or, prix de ce missoire qu'il fit peser. »
— Chronique de Frédégaire.

## Hommages
En Espagne, une rue porte son nom (Calle Sisenando) à Dos Hermanas.

#### Sources anciennes
- Frédégaire, Histoire des Francs.

#### Sources modernes
- (en) Roger Collins, Visigothic Spain, 409–711, Oxford, Blackwell Publishing, 2004.
- (en) Edward A. Thompson, The Goths in Spain, Oxford, Clarendon Press, 1969.
- Jules Tailhan, Anonyme de Cordoue. Chronique rimée des derniers rois de Tolède et de la conquête d'Espagne par les Arabes, éd. et annotée par Jules Tailhan, Paris, 1885 (lire en ligne).